# Col de la Croix Paquet
Le col de la Croix Paquet est un col routier du Massif central, situé dans le département du Rhône au nord de Tarare. Son altitude est de 597 mètres.

## Géographie
Sur la commune de Saint-Clément-sur-Valsonne, le col se situe dans un environnement agricole et forestier sur la route départementale 56E, en Beaujolais.

## Activités

### Cyclisme
Le col est emprunté par la 8e étape du Tour de France 2019 au km 84,5. Classé en 2e catégorie au Grand prix de la montagne, c'est le Belge Thomas De Gendt qui le passe en tête.

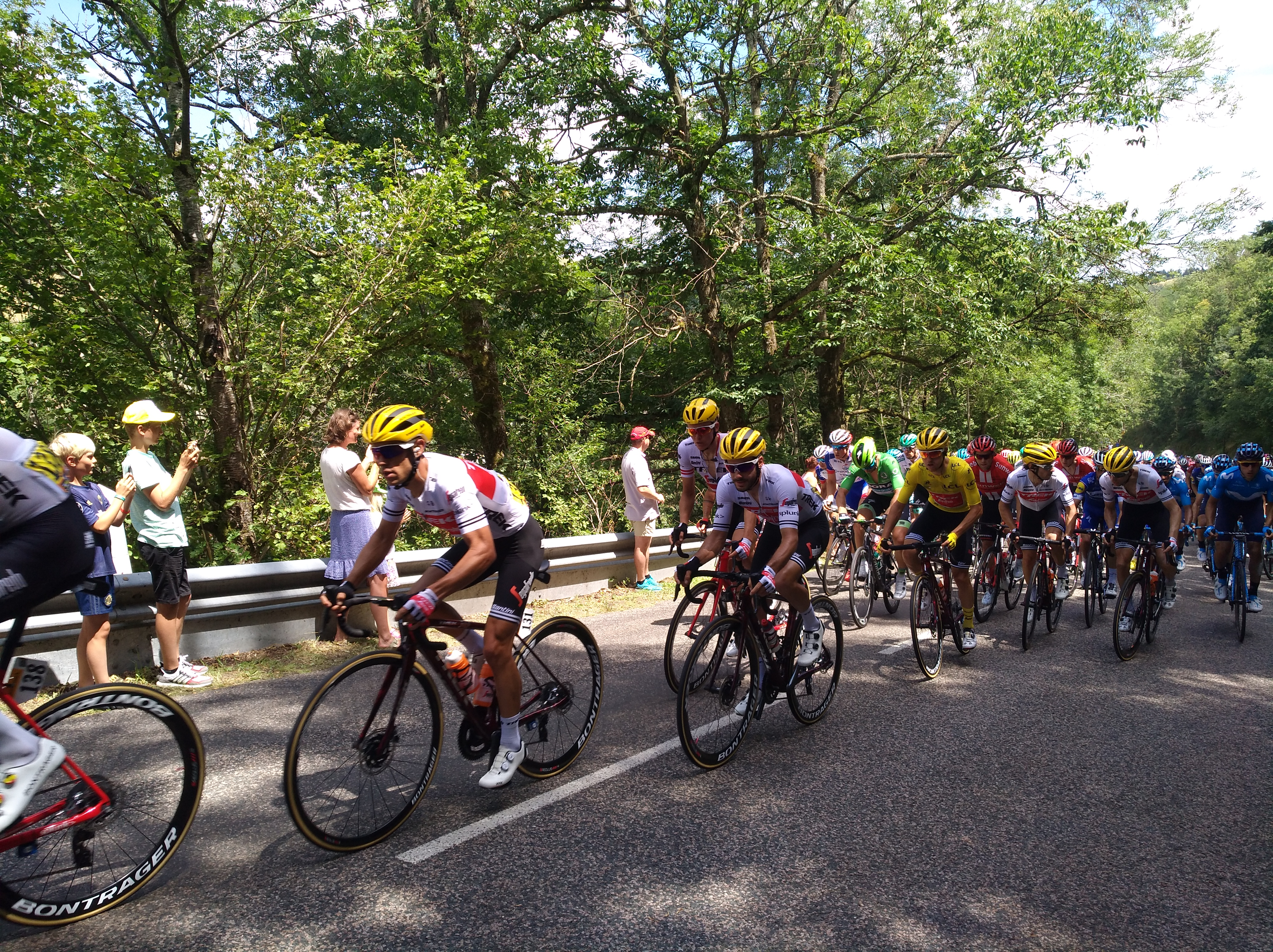
Montée du col par le peloton le 13 juillet 2019.
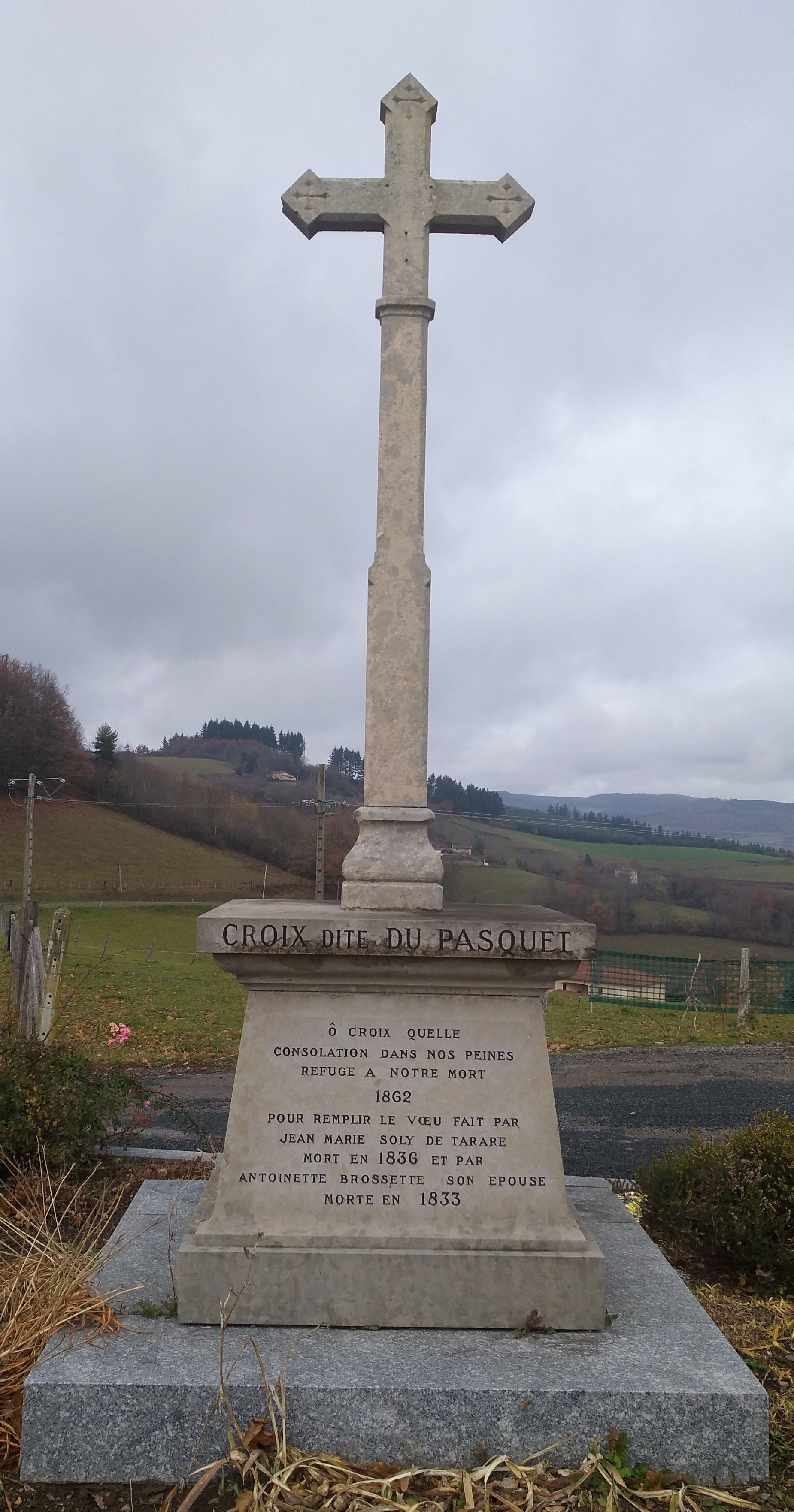
La croix Paquet.
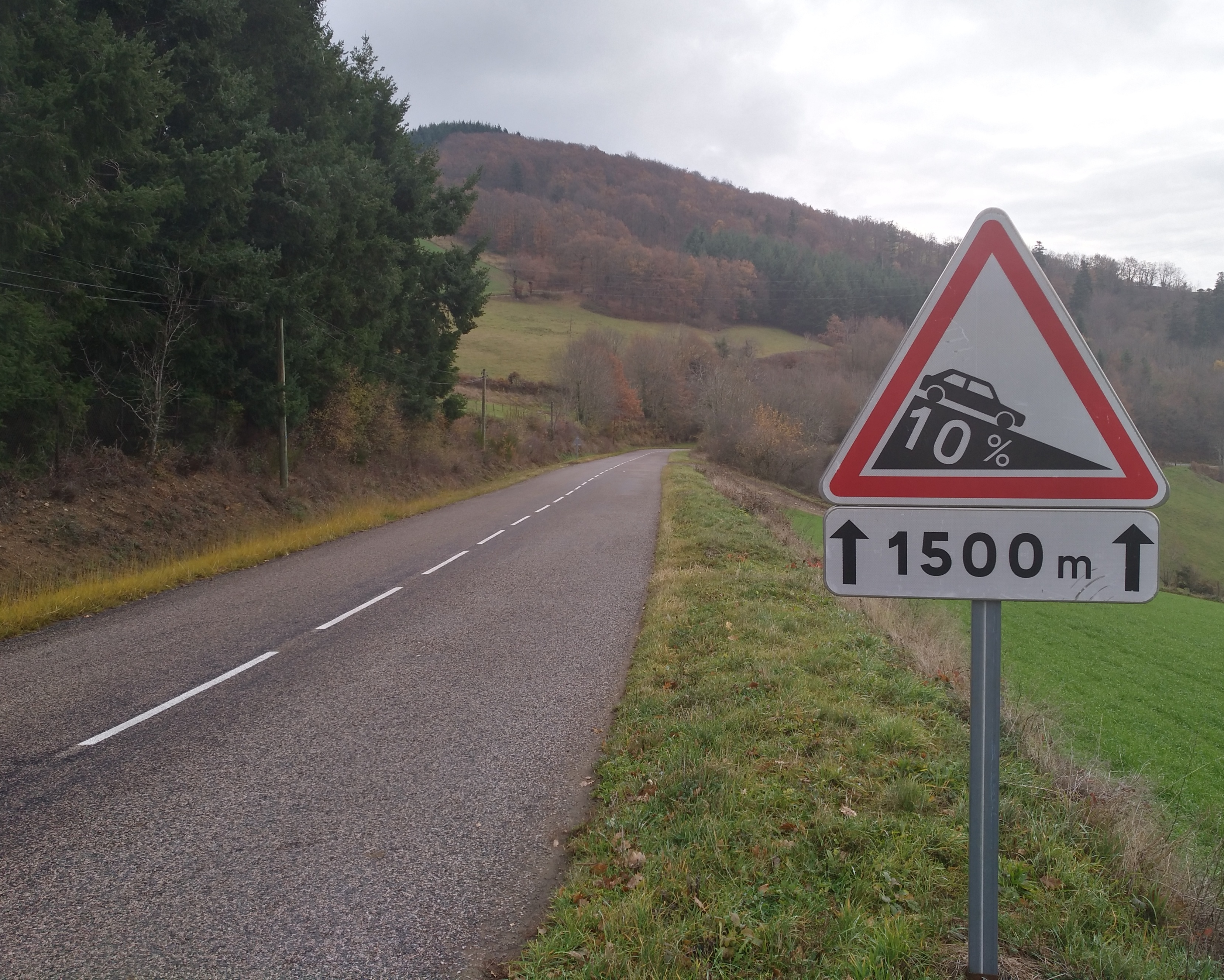
Descente du col en direction de Tarare.